# Sen hồng
Sen hồng (tên khoa học: Nelumbo nucifera), là một loài thực vật thủy sinh thân thảo sống lâu năm thuộc chi sen. Trong thời kỳ cổ đại nó đã từng là loại cây mọc phổ biến dọc theo bờ sông Nin ở Ai Cập cùng với một loài hoa súng có quan hệ họ hàng gần gũi có tên gọi dài dòng là hoa sen xanh linh thiêng sông Nin (Nymphaea caerulea); và hoa, quả cũng như các đài hoa của cả hai đã được họa lại khá rộng rãi như là một kiểu kiến trúc ở những nơi cần các hình ảnh linh thiêng. Người Ai Cập cổ đại sùng kính hoa sen và sử dụng nó trong các nghi thức tế lễ. Từ Ai Cập nó đã được đem đến Assyria và sau đó được trồng rộng rãi khắp các vùng Ba Tư, Ấn Độ và Trung Quốc. Nó cũng có thể là loài cây bản địa ở khu vực Đông Dương, nhưng ở đây có sự nghi vấn về điều này. Năm 1787, lần đầu tiên nó được đưa tới Tây Âu như một loài hoa súng dưới sự bảo trợ của Joseph Banks và có thể thấy được trong các vườn thực vật hiện nay mà ở đó có sự cung cấp nhiệt. Ngày nay nó hiếm hoặc đã tuyệt chủng tại châu Phi nhưng lại phát triển mạnh ở miền nam châu Á và Australia.
Củ sen thực chất là rễ mọc trong các lớp bùn trong ao hay sông, hồ còn các lá thì nổi ngay trên mặt nước. Các thân già có nhiều gai nhỏ. Hoa thường mọc trên các thân to và nhô cao vài xentimet phía trên mặt nước. Thông thường sen có thể cao tới 1,5 m và có thể phát triển các rễ củ bò theo chiều ngang tới 3 m, một vài nguồn chưa kiểm chứng được cho biết nó có thể cao tới trên 5 m. Lá to với đường kính tới 60 cm, trong khi các bông hoa to nhất có thể có đường kính tới 20 cm.
Có nhiều giống sen được trồng, với màu hoa dao động từ màu trắng như tuyết tới màu vàng hay hồng nhạt. Nó có thể chịu được rét tới khu vực 5 theo phân loại của USDA. Loài cây này có thể trồng bằng hạt hay rễ củ.

## Từ nguyên
Từ sen là một từ Hán Việt cổ, bắt nguồn từ cách phát âm trong tiếng Hán thượng cổ của một từ tiếng Hán được viết bằng chữ Hán là "蓮". Chữ Hán "蓮" có âm Hán Việt hiện hành là liên. William H. Baxter và Laurent Sagart phục nguyên cách phát âm trong tiếng Hán thượng cổ của từ "蓮" là *k.[r]ˤe[n].

## Sử dụng
Sen là loại cây cảnh đẹp, được nhiều người yêu thích. Cây thường được trồng làm cây cảnh ngoại thất, trồng trong ao hồ nhân tạo hay tự nhiên.
Hoa, các hạt, lá non và rễ củ ăn được. Tại châu Á, các cánh hoa đôi khi được sử dụng để tô điểm món ăn, trong khi các lá to được dùng để gói thức ăn. rễ củ (ngó sen) có thể dùng chế biến nhiều món ăn (súp, canh, món xào) và là phần được dùng nhiều nhất. Các cánh hoa, lá non và rễ củ có thể ăn sống, mặc dù cần quan tâm tới việc truyền các loại ký sinh trùng sang người (chẳng hạn sán lá Fasciolopsis buski).
Các nhị hoa có thể phơi khô và dùng để ướp chè. Các hạt nhỏ lấy ra từ bát sen có nhiều công dụng và có thể ăn tươi (khi non) hoặc sấy khô và cho nổ tương tự như bỏng ngô. Hạt sen già cũng có thể luộc cho đến khi mềm và được dùng trong các món như chè sen hay làm mứt sen.
Tâm sen nằm trong các hạt sen được lấy ra từ bát sen cũng được sử dụng trong y học truyền thống châu Á như là một loại thuốc có tác dụng an thần và thanh nhiệt.
Lá sen có đặc điểm không thấm nước. Hiện tượng này được ứng dụng trong khoa học vật liệu, gọi là hiệu ứng lá sen, để chế tạo các bề mặt tự làm sạch.
Một số thành phần của sen được sử dụng như các vị thuốc:
- Liên thạch, Liên nhục (quả) dùng điều trị bệnh lỵ mãn tính với liều lượng 8-16g dùng sắc, bột hoặc viên
- Liên tâm (mầm quả) Chữa bệnh tâm phiền, mất ngủ, liều lượng 1,5 - 3g hãm nước sôi uống
- Liên diệp (lá) Dùng an thần, cầm máu, liều lượng 10 - 20g sắc, tán bột hoặc đốt tồn tính
- Liên tu (nhụy đực sen) Cầm xuất tinh và bạch đới 10g gia vào thang thuốc sắc uống
- Liên ngẫu (ngó sen và củ sen) Tác dụng dinh dưỡng 10 - 50g sắc uống hoặc nấu ăn, dùng tươi cầm máu 10 - 30g giã vất nước uống
- Liên phòng (gương sen đã lấy hạt) Đốt hoặc sao đen tán bột cầm máu rất tốt, liều lượng 2 - 4g bột

## Biểu tượng

### Ai Cập
Hoa sen là thứ hoa nhất hạng, nở ở những vùng nước tù đọng và bẩn đục, bông sen toàn mỹ một cách tột bậc, là sự sống xuất hiện đúng lần đầu tiên trên khoảng mênh mông không rõ sắc màu của những vùng nước khởi nguyên. Trong tranh hình Ai Cập nó đã xuất hiện với ý nghĩa như vậy, trước tất cả, sau đó tạo hóa và vầng thái dương mới lóe ra từ trái tim rộng mở của nó. Như vậy hoa sen trước hết là bộ phận sinh dục, là âm hộ mẫu gốc, bảo đảm cho các cuộc sinh thành và tái sinh truyền lưu mãi mãi. Từ Địa Trung Hải cho đến Ấn Độ và Trung Hoa, tầm quan trọng về mặt trần tục cũng như về mặt linh thiêng đều bắt nguồn từ hình ảnh cơ bản này.
Hoa sen xanh được coi là linh thiêng nhất trên vùng đất Ai Cập, là loại hoa tỏa ra hương thơm của cuộc sống thần thánh.

### Ấn Độ

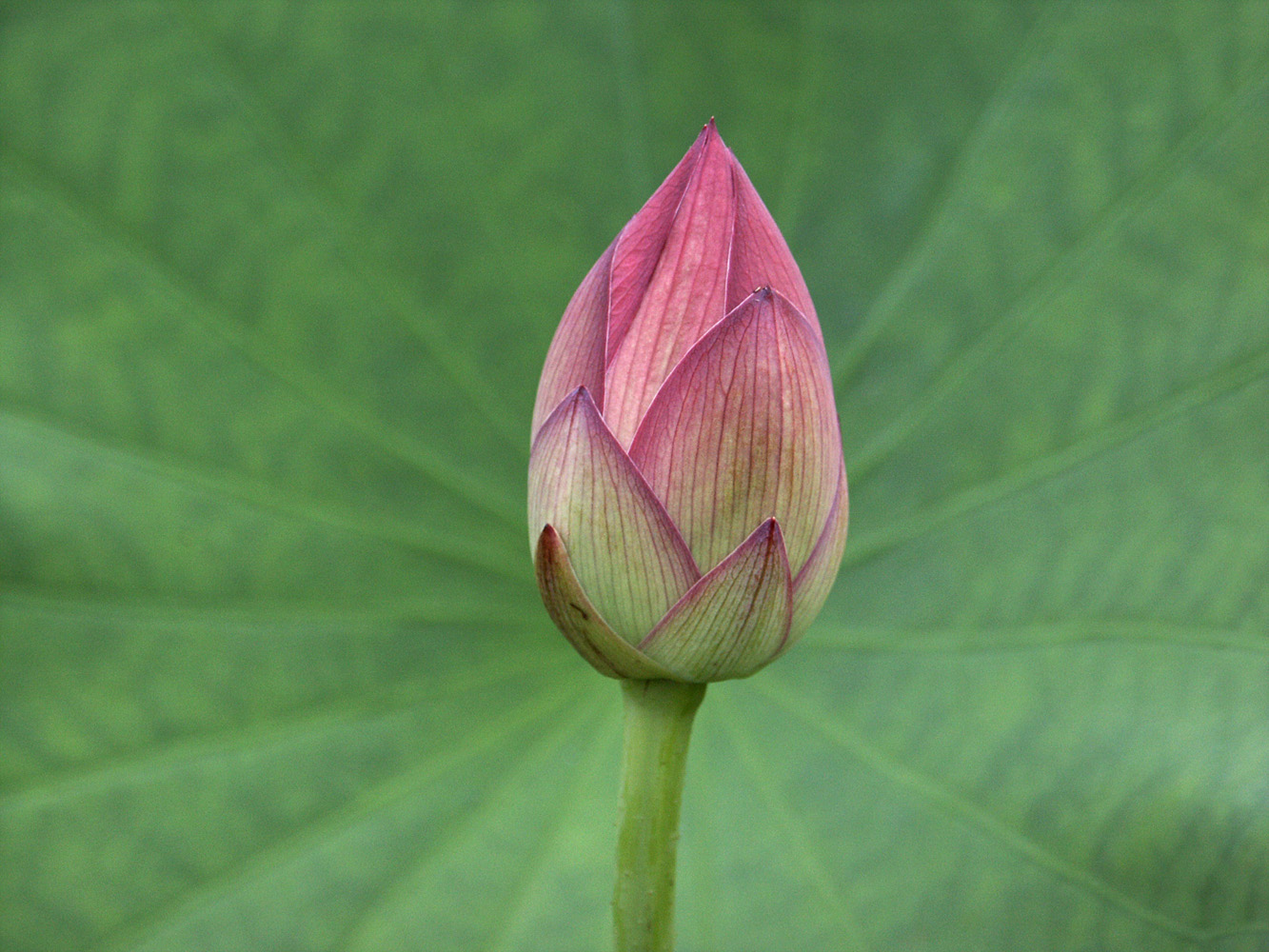
Một nụ sen

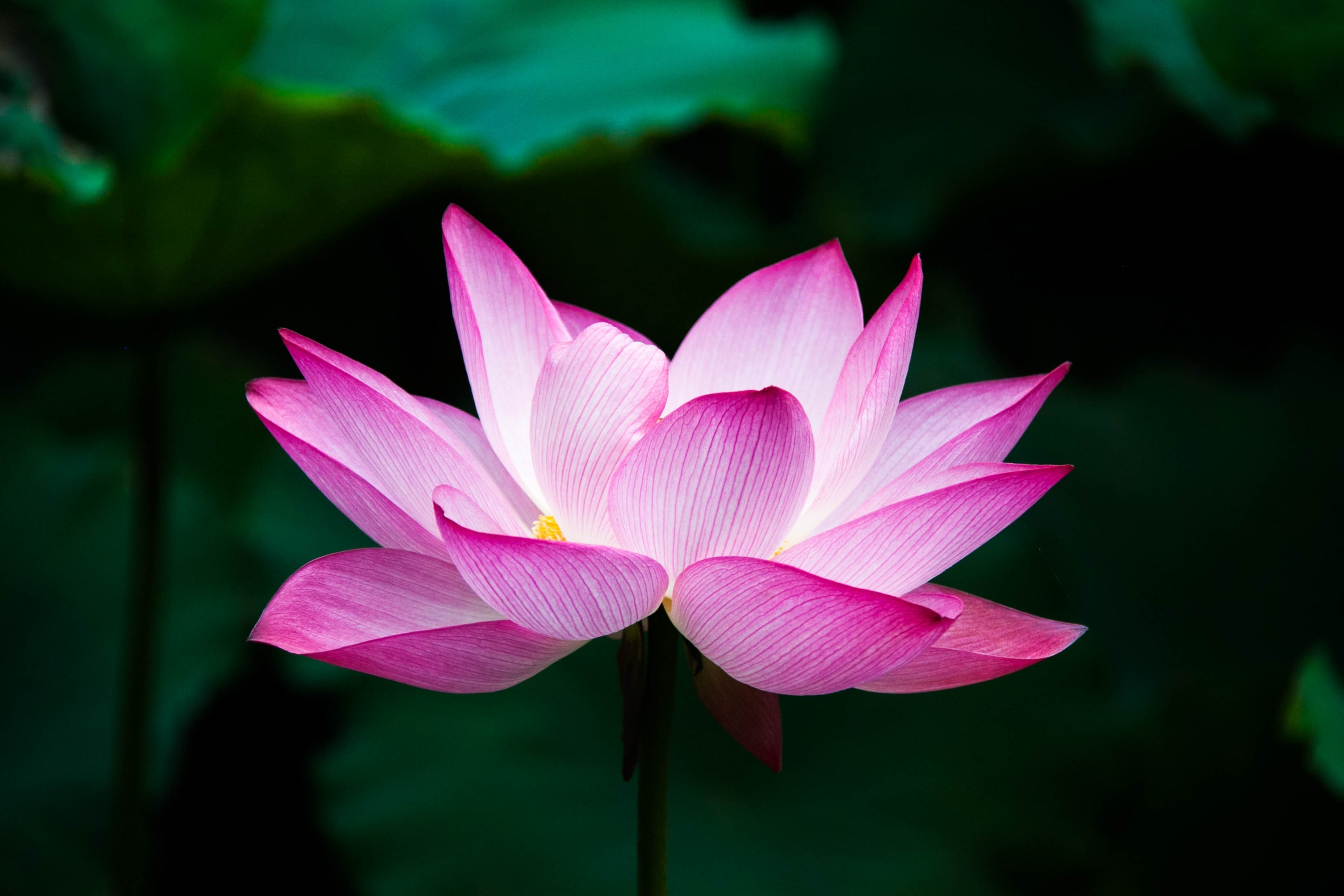
Đóa hoa sen nở

Hoa sen với màu sắc trong trắng trên bùn nhơ được hiểu với nghĩa đạo đức ở Ấn Độ. Những người theo Ấn giáo gắn hoa sen với niềm tin tín ngưỡng của họ và thường gắn với các vị thần như Vishnu, Brahma hay Lakshmi. Từ thời cổ đại thì hoa sen đã là biểu tượng thiêng liêng của người Hindu. Nó thường được sử dụng như là một ví dụ về vẻ đẹp linh thiêng, chẳng hạn Sri Krishna thông thường được miêu tả như là "người có mắt sen". Các cánh hoa đã nở được coi là sự mở rộng của tâm hồn và là biểu tượng của sự thăng hoa tinh thần. Vẻ đẹp của hoa sen tương phản với nguồn gốc từ bùn lầy của nó thể hiện một sức mạnh tinh thần. Người ta cũng cho rằng cả Brahma và Lakshmi, các vị thần của sức mạnh và sự giàu có, có biểu tượng hoa sen gắn liền với họ tại chỗ ngồi của họ. Trong tiếng Hindi nó được gọi là कमल(Kamal), đây cũng là tên gọi phổ biến cho phụ nữ cũng như là một phần trong tên gọi của đàn ông tại Ấn Độ.
Hoa sen cũng được trích dẫn nhiều trong các văn bản Puranas và Vệ Đà.
"Người thực hiện bổn phận của mình mà không có sự quyến luyến, dâng các kết quả cho Đấng tối cao, sẽ không bị ảnh hưởng bởi các tác động tội lỗi, giống như lá sen không bị nước dính vào". Bhagavad Gita 5.10
Mặc dù chỉ là một loài hoa, nhưng hoa sen có nhiều huyền thoại nói về nguồn gốc thần thoại của nó, mà từ đó địa vị và ý nghĩa tinh thần lớn của nó đã được sáng tạo ra. Đáng chú ý nhất có lẽ là huyền thoại về "Samudra-manthana" - khuấy đảo đại dương.
Người ta kể rằng ngày xưa có một thời các vị thần thánh và quỷ dữ đã đạt được thỏa thuận là họ có thể cùng nhau khuấy đảo đại dương để lấy rượu tiên ẩn giấu dưới lòng đại dương. Khi họ đang khuấy tung đại dương lên thì biển cả đã để lộ ra 14 vật báu và bông hoa sen với Lakshmi ngồi trên đó là một trong số 14 vật báu này.
Vì hoa sen trong truyền thuyết có 8 cánh giống như không gian có 8 hướng, sen còn được coi là biểu tượng của sự hài hòa vũ trụ. Nó được dùng nhiều theo nghĩa này trong hình vẽ của nhiều mandala và yantra.
Vay mượn các ý nghĩa của hoa sen trong Ấn giáo, trong Phật giáo hoa sen tượng trưng cho sự tinh khiết của thể xác, lời nói và tinh thần, vượt ra ngoài ái. Đức Phật thông thường được vẽ trong tư thế ngồi trên đài sen khổng lồ tỏa sáng lung linh.

### Trung Hoa
Văn chương Trung Hoa, vốn kết hợp lối chuộng phúng dụ với một chủ nghĩa hiện thực sâu sắc, đã dùng từ sen để chỉ đích danh âm hộ, và danh hiệu phỉnh nịnh dành tặng những cô gái lầu xanh là Sen vàng.

### Nhật Bản
Trong một giải thích tầm thường hóa hơn, văn học Nhật Bản thường coi loài hoa này, trong trắng đến thế giữa vùng nước bẩn, là một hình ảnh đức hạnh, vẫn có thể thanh khiết và nguyên vẹn giữa xã hội đầy những điều đê tiện, mà chẳng cần phải lui về một nơi hoang vắng như hoa lan (lan sinh u cốc, kỳ hương doanh dã), hoa cúc (biểu tượng của thú vui ở ẩn của kẻ sĩ).

### Việt Nam

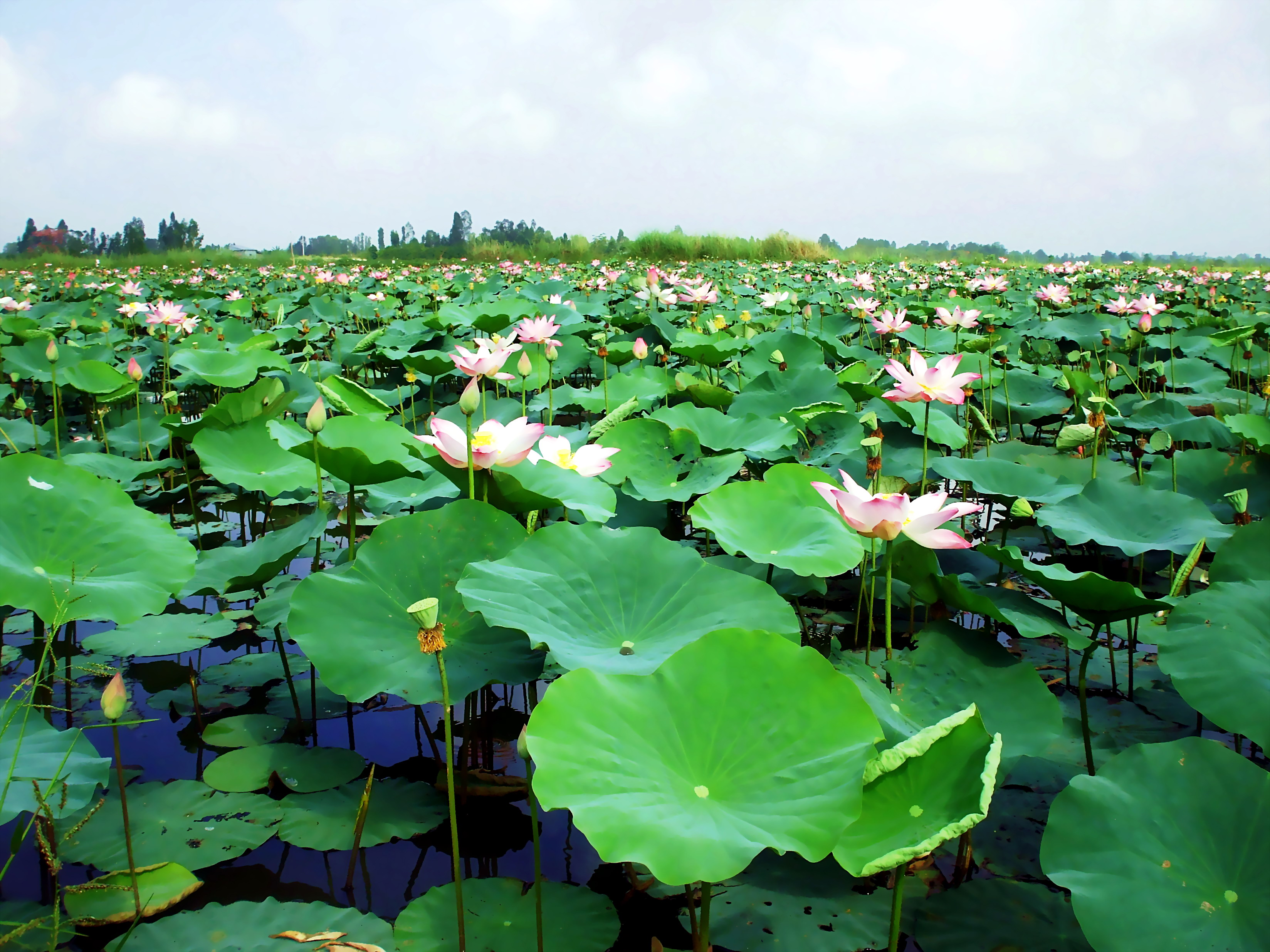
Một đầm sen ở Đồng Tháp

Như Nhật Bản, hoa sen là biểu tượng cho sự trong sạch thanh cao ở Việt Nam. Ca dao có câu:
Trong đầm gì đẹp bằng sen,
Lá xanh bông trắng, lại chen nhị vàng.
Nhị vàng bông trắng lá xanh,
Gần bùn mà chẳng hôi tanh mùi bùn.
Vẻ đẹp của sen cũng có thể được nhìn dưới khía cạnh Phật giáo:
Lá xanh thăm thẳm lòng Bi,
Dũng cành vươn thẳng, thoát ly bùn sình.
Nâng nụ sắc Trí kết tinh,
Nở thành hoa thắm, lung linh giữa đời.

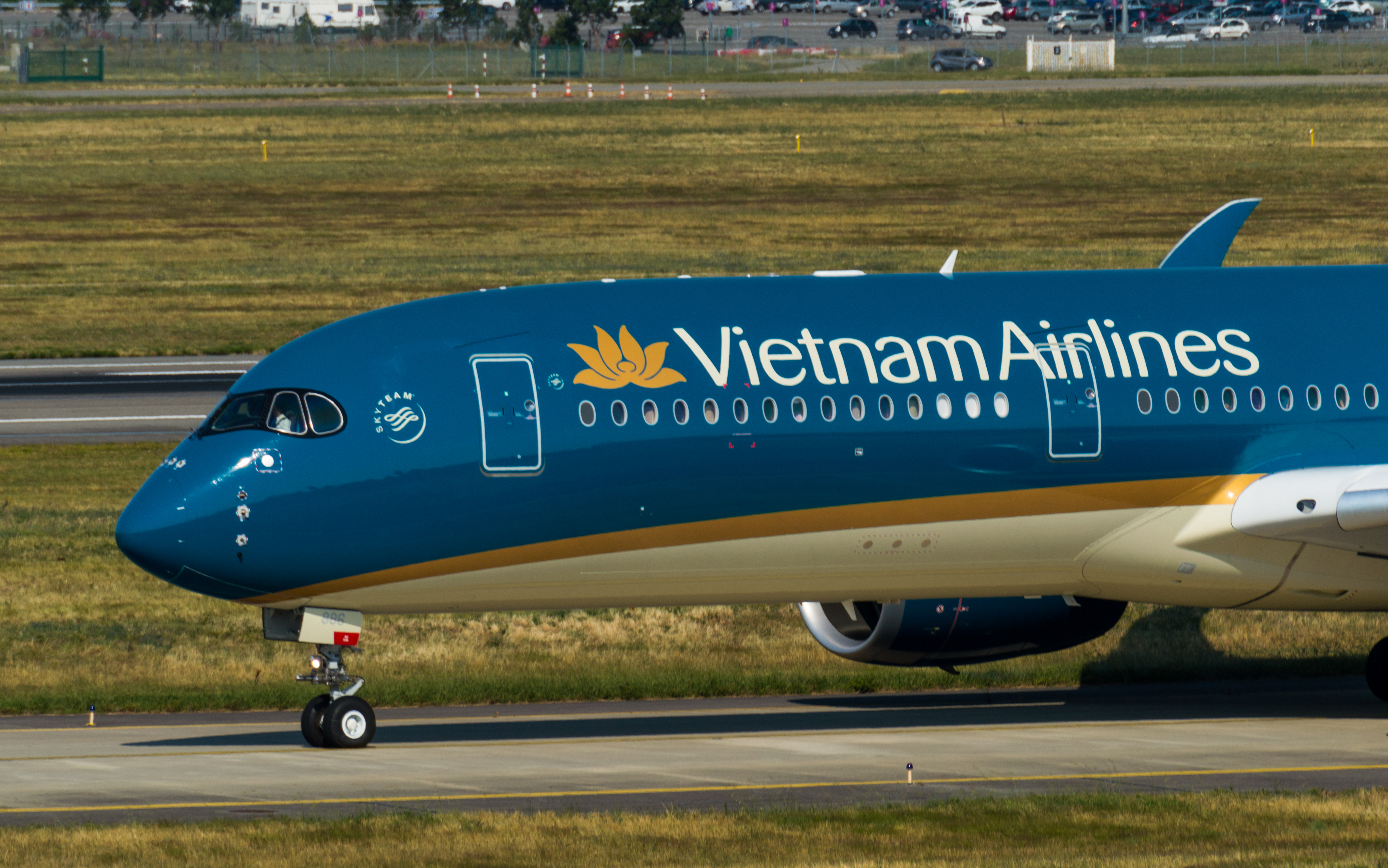
Bộ nhận diện thương hiệu của Hãng hàng không Quốc gia Việt Nam với biểu tượng hoa sen cách điệu làm chủ đạo

Năm 2011, Bộ Văn hóa, Thể thao và Du lịch Việt Nam tổ chức bầu chọn quốc hoa Việt Nam. Theo kết quả của cuộc bầu chọn này thì hoa sen là loài hoa được nhiều người bầu chọn làm quốc hoa của Việt Nam nhất. Cuộc bầu chọn đã không đưa hoa sen trở thành quốc hoa chính thức của Việt Nam vì sau cuộc bầu chọn không có văn bản pháp quy nào của Việt Nam được ban hành quy định quốc hoa của Việt Nam là hoa sen.

## Một vài hình ảnh

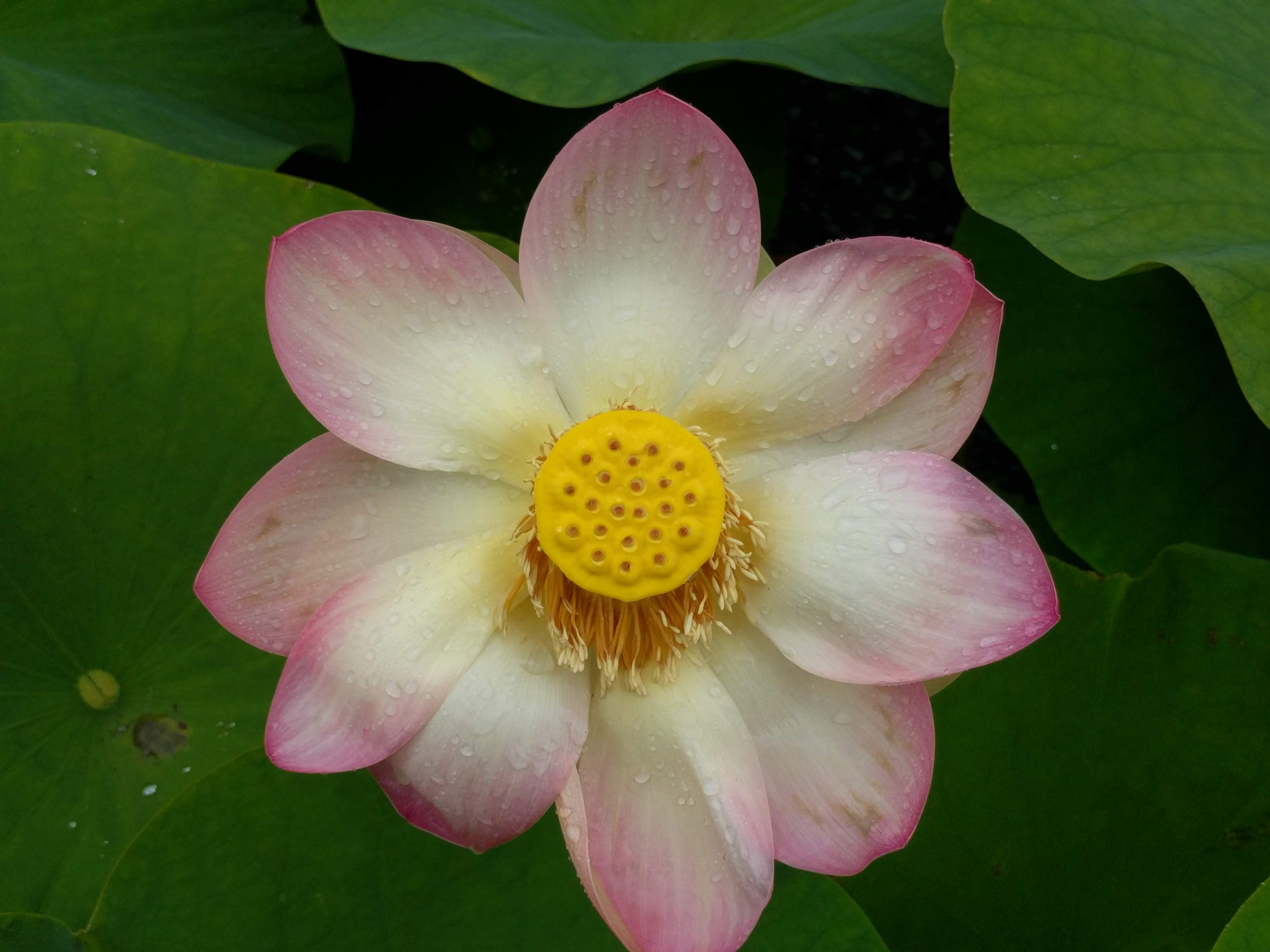
Hoa sen và gương sen vàng ở giữa

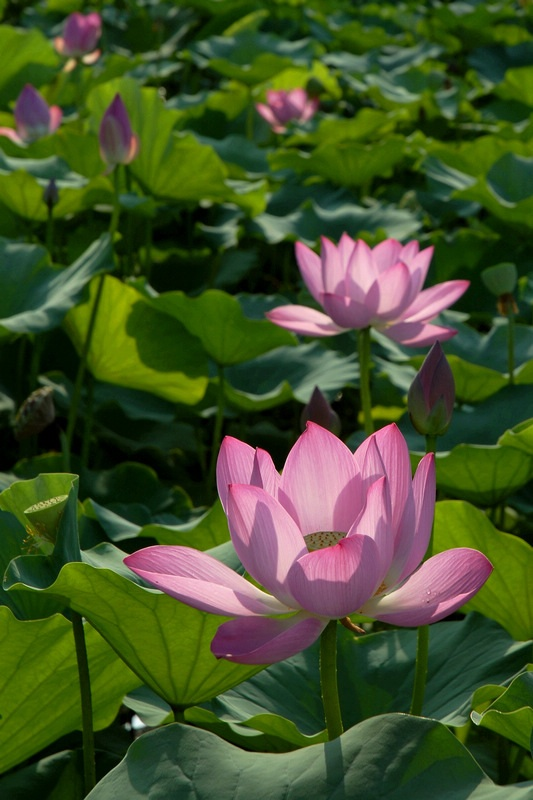
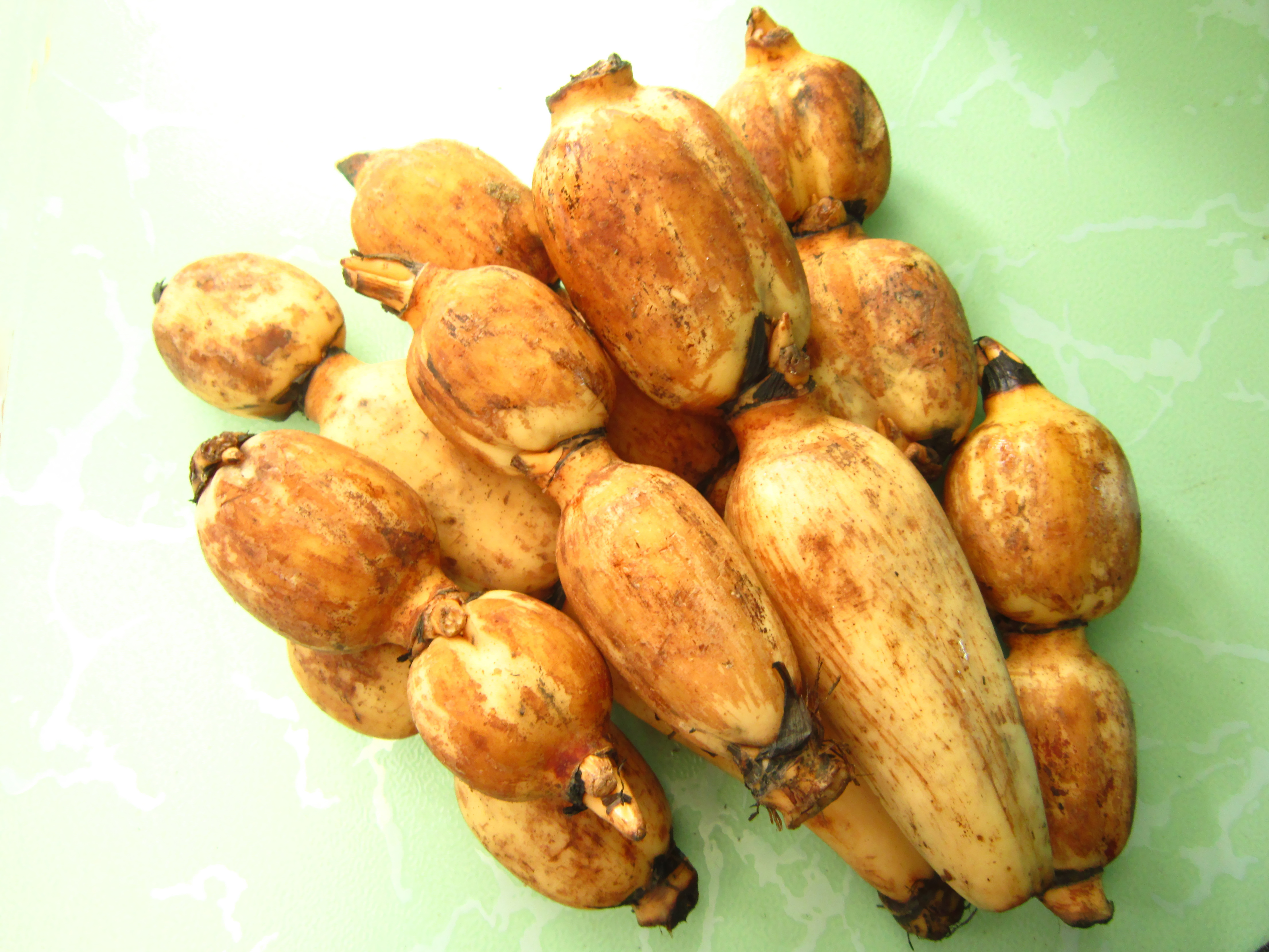
Củ sen ở Việt Nam.
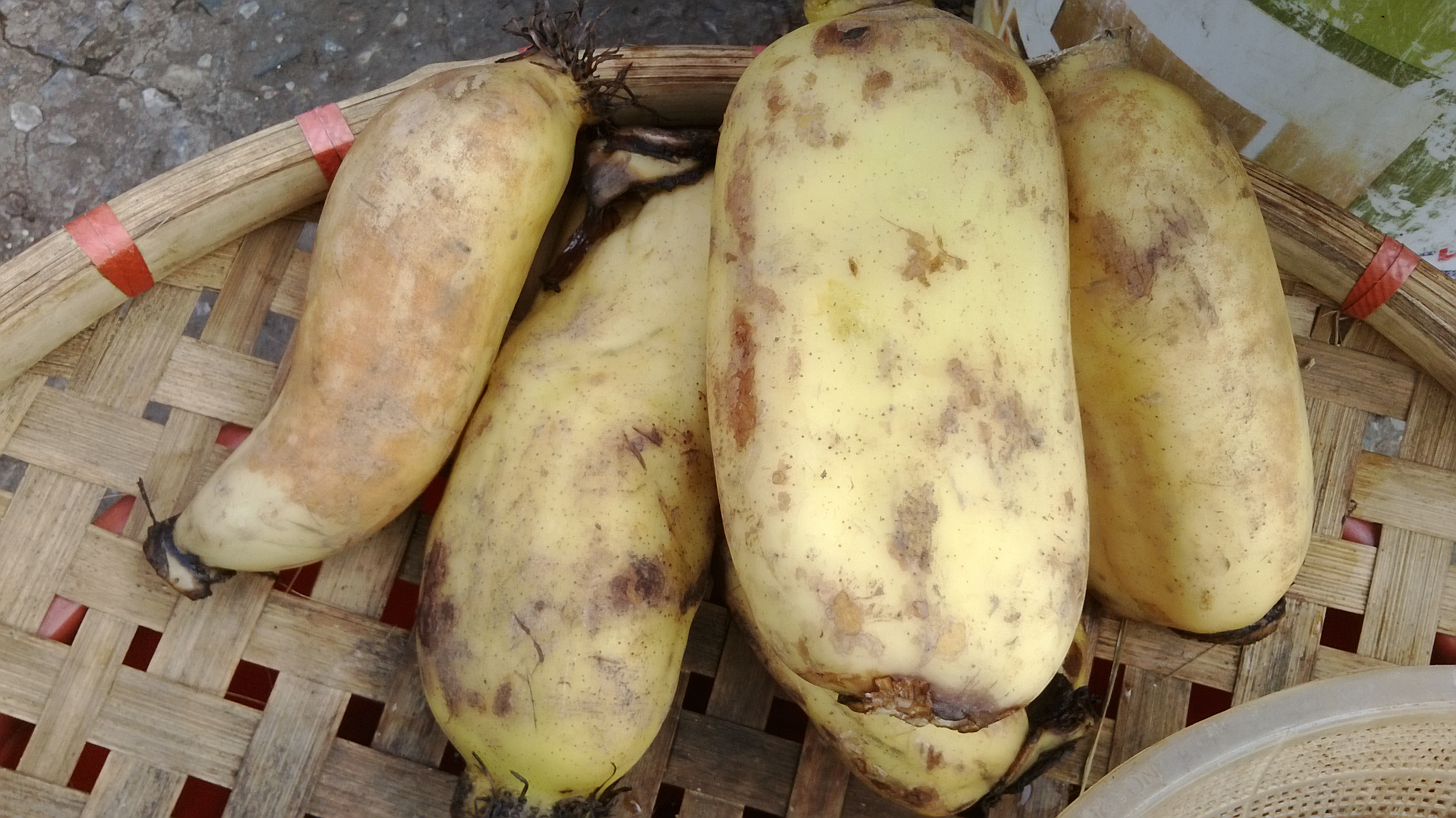
Củ sen bán tại chợ Hà Nội, Việt Nam.
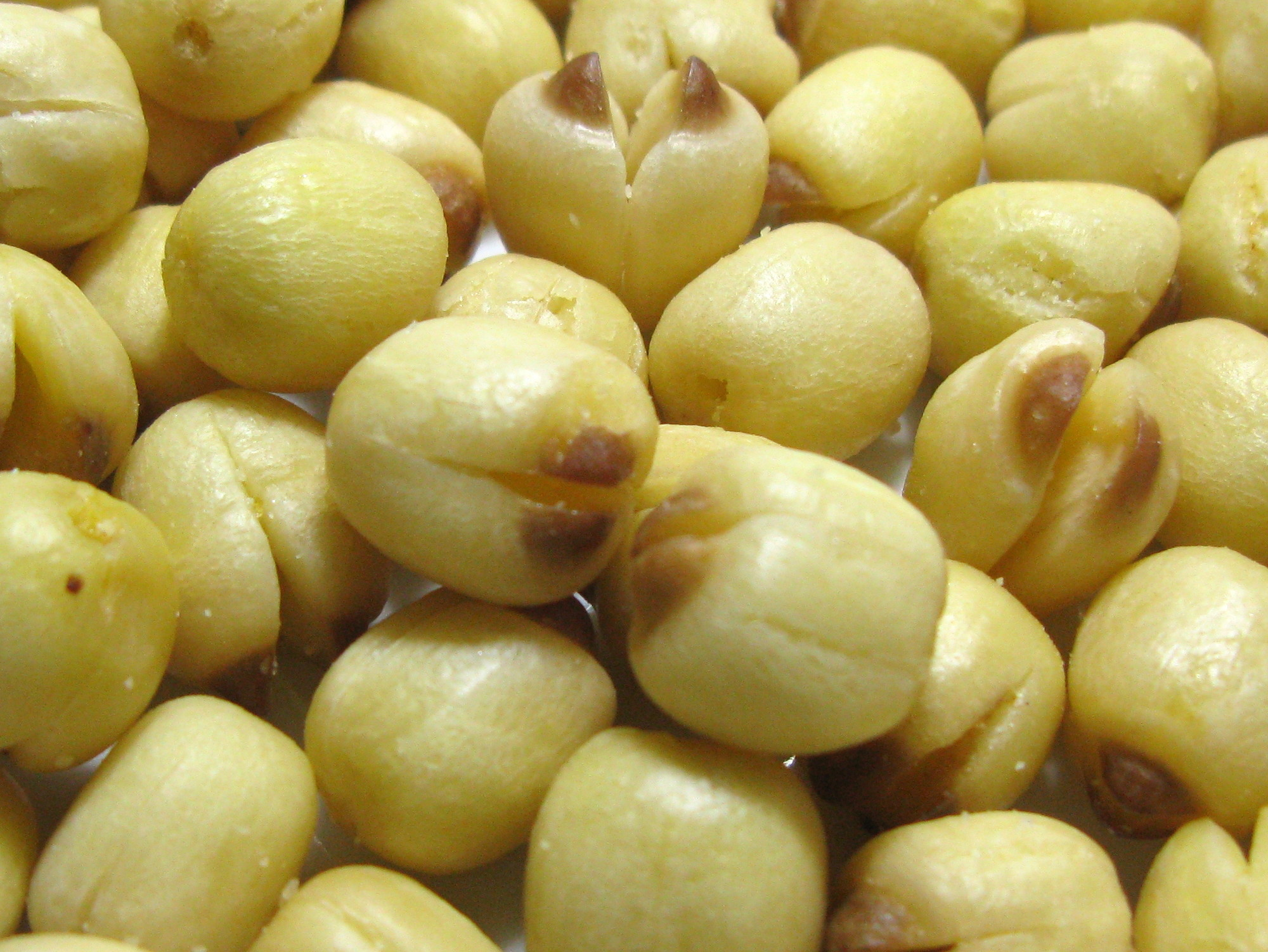
Hạt sen sấy.
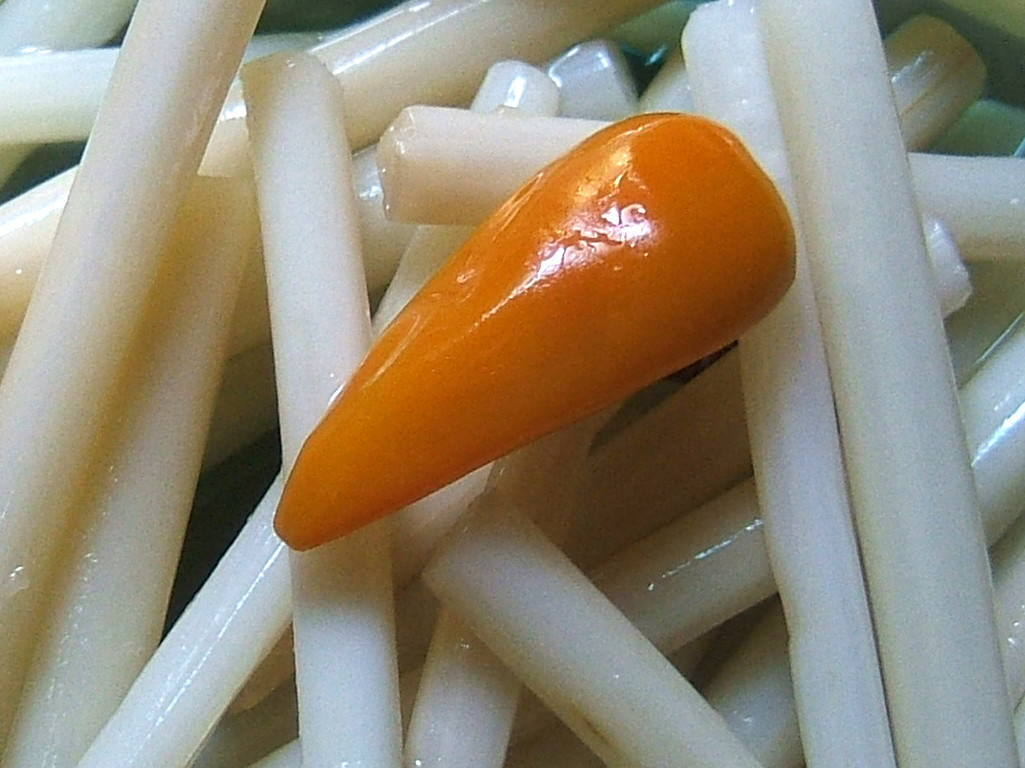
Dưa ngó sen muối chua với ớt, tỏi.
Hoa sen vẽ sơn dầu